# Willem Zwalve
Willem Jans Zwalve (Groningen, 7 september 1949) is een Nederlands rechtshistoricus. Zwalve is emeritus hoogleraar aan de Universiteit Leiden.
Zwalve studeerde rechten aan de Rijksuniversiteit Groningen van 1968 tot 1973; hij was daar lid van GSC Vindicat atque Polit, het plaatselijke corps. Naderhand promoveerde hij 1981 bij H.J. Scheltema op Proeve ener theorie der denegatio actionis: een onderzoek naar de positie van de magistraat in het Romeinse burgerlijke procesrecht. Na zijn promotie werd hij universitair hoofddocent aan de Groninger rechtenfaculteit. In 1987 werd hij benoemd tot hoogleraar Inleiding in de rechtswetenschap en rechtsvergelijking te Groningen; op 14 juni 1988 hield hij zijn oratie, getiteld Het Janushoofd der Rechtsvergelijking. In 1993 werd hij benoemd tot hoogleraar historische ontwikkeling van het recht aan de Universiteit Leiden, na de benoeming van Jeroen Chorus tot raadsheer bij het Gerechtshof Amsterdam; op 4 maart 1994 hield hij zijn oratie, getiteld Het proteïsch paradigma. Een jaar later werd hij aan zijn alma mater ook benoemd tot deeltijdshoogleraar Anglo-Amerikaans recht. Op 12 september 2014 hield Zwalve zijn afscheidscollege als hoogleraar rechtsgeschiedenis, getiteld Contemporaine ongelijktijdigheid. Een bijdrage tot de juridische palaeontologie. Hij werd als hoogleraar opgevolgd door Egbert Koops.
Samen met zijn Groninger collega Jan Lokin schreef Zwalve een studieboek over de rechtsgeschiedenis, getiteld Hoofdstukken uit de Europese codificatiegeschiedenis. Ook schreef hij zelf Hoofdstukken uit de geschiedenis van het Europese privaatrecht: I. Inleiding en Zakenrecht, een Beknopte geschiedenis van het Romeinse recht (over de uitwendige geschiedenis van het Romeinse recht) en Keizers, soldaten en juristen (een bundel biografieën van Romeinse juristen). Verder bewerkte hij Common Law and Civil Law van C.Æ. Uniken Venema, een inleiding tot het Anglo-Amerikaanse vermogensrecht. Bij zijn emeritaat gaf hij ook een bundel essays uit, getiteld De cypressen van Daphne en andere verhalen.
Zwalve is sinds 2009 lid van de Koninklijke Nederlandse Akademie van Wetenschappen.